# Jan Dubský
Jan Dubský (15.října 1906 Kaplice – 13. prosince 1975 Praha) byl český elektroinženýr a vysokoškolský učitel.
V letech 1925 až 1932 studoval elektrotechniku na Českém vysokém učení technickém v Praze. V letech 1934 až 1936 pracoval v pojišťovně Koruna  (Praha, Ostrava, Plzeň). V letech 1936 až 1956 působil jako konstruktér v podniku Škoda Plzeň. Od roku 1945 do roku 1956  externě učil na Střední průmyslové škole elektrotechnické v Plzni. Od roku 1956 působil na Vysoké škola strojní a elektrotechnické v Plzni, kde byl od roku 1957 vedoucím katedry elektotechnologie. V  roce 1961 byl jmenován profesorem.